# Puerto Jennefer
Puerto Jennefer ist ein internationaler Hafen am Rand von Puerto Quijarro im Osten des Departamento Santa Cruz in Bolivien. Er ist durch den Tamengo-Kanal mit der Wasserstraße Paraná-Paraguay verbunden, die zum Atlantik führt. Der privat betriebene Hafen ist durch eine 3,2 km lange, ebenfalls private Schienenstrecke an das nationale und internationale Eisenbahnnetz angeschlossen. Er nahm 2011 den Betrieb als Flusshafen auf. 2018 erhielt er die Zertifizierung als „Internationaler Hafen“ für den Im- und Export. Ein Jahr später wurde die Zollverwaltung Administración de Aduana Fluvial Puerto Jennefer eingerichtet.

## Technische Daten
Der Hafen ist für Schiffe mit einem Tiefgang bis 5,18 m angelegt. Er verfügt über fünf Terminals mit einer Kailänge von 510 m, eine der längsten der Wasserstraße Paraná-Paraguay. Die verschiedenen Terminals können sowohl festes als auch flüssiges Schüttgut, 20- bis 40-Fuß-Container, RoRo-Schiffe und Kühlschiffe abfertigen. Terminal V ist für Gefahrgut bestimmt. Die Hafenanlage ist auch für Schwerlasten ausgerüstet. 2022 wurden zehn Stromgeneratoren von je 115 Tonnen Gewicht, die aus Deutschland geliefert wurden, mit Spezialkränen umgeschlagen.